# Fryderyk I Wirtemberski (książę)
Fryderyk I Wirtemberski (ur. 19 sierpnia 1557, Mömpelgard, zm. 29 stycznia 1608, Stuttgart) – książę Wirtembergii.
Syn hrabiego Mömpelgard Jerzego Wirtemberskiego i Barbary Heskiej.
Uczęszczał do szkoły w Tybindze, w młodości odwiedził wiele europejskich dworów. Był najprawdopodobniej pierwowzorem postaci ze sztuki Williama Shakeseara Wesołe kumoszki z Windsoru.
W 1581 roku wziął ślub z Sibyllą z Anhalt, córką księcia Joachima Ernesta von Anhalt-Zerbst. Elżbieta I królowa Anglii odznaczyła go Orderem Podwiązki. Po swoim ojcu odziedziczył hrabstwo Wirtembergii-Mömpelgard, a po śmierci księcia Ludwika został księciem Wirtembergii, włączając w nią tereny swojego hrabstwa. Od 1599 planował przeniesienie rezydencji książęcej do Mömpelgard. Jednak jego śmierć w 1608 roku pokrzyżowała te plany.
W 1605 roku uwięził i obrabował polskiego medyka, alchemika i dyplomatę Michała Sędziwoja.
Fryderyk i Sibylla mieli 15 dzieci:
- Jana Fryderyka (1582–1628) księcia Wirtembergii
- Grzegorza Fryderyka (1583–1591)
- Sybille Elżbietę (1584–1606) – żona elektora Jana Jerzego I Wettyna
- Elżbietę (1585)
- Ludwika (1586–1631) – księcia Wirtembergii-Mömpelgard
- Joachima (1587)
- Juliusza (1588–1635) – księcia Wirtembergii-Weiltingen
- Filipa (1589)
- Ewę (1590–1657) – żona księcia Karniowa Jana Jerzego
- Fryderyka (1591–1630) – księcia Wirtembergii-Neuenstadt
- Agnes (1592–1629) – żona księcia Saksonii-Leunburg Franciszka Juliusza Wettyna
- Barbarę (1593–1627) – żona margrabiego Badenii-Durlach Fryderyka V
- Magnusa (1594–1622) – księcia Wirtembergii-Neuenbürg
- Augusta (1596)
- Annę (1597–1650)